# Биаза
Биаза — село в Северном районе Новосибирской области. Административный центр Биазинского сельсовета.

## География
Биаза расположена в 28 километрах к северу от Северного, на берегу реки Тары.

## История
В 1926 году состояло из 100 хозяйств, основное население — русские. Центр Биазинского сельсовета Биазинского района Барабинского округа Сибирского края. С 1924 по 1928 г. центр Биазинского района.

## Население
| 1926 | 2002 | 2007 | 2010 |
| ---- | ---- | ---- | ---- |
| 547  | ↗615 | ↘555 | ↘519 |

Население Биазы — 717 жителей (1996 год). Биаза — второй населённый пункт Северного района по численности населения, уступающий только райцентру.

## Транспорт
Биаза соединена с селом Северное автодорогой. Дорога находится в неудовлетворительном состоянии, плохое качество местные жители объясняют ростом интенсивности грузопотока после начала нефтедобычи на севере района. В 2005 году произошло разрушение моста через реку Тартас, расположенного на данной трассе.

## Образование
В селе расположена школа-интернат для детей-сирот с отставанием в развитии на 120 мест. В 2005 году в интернате проживало 35 детей. В 2000 году в деревянном здании школы, построенном в 1957 году, произошёл пожар. После пожара было начато строительство нового здания школы на 120 мест, в 2009 г. здание было пущено в эксплуатацию.
В 1946—1950 годах директором Биазинской школы был вернувшийся с фронта Герой Советского Союза Александр Лаврентьевич Бугаев (1909—1950).

## Культура
В Биазе есть Дом культуры, в котором расположен кинотеатр, работают кружки.

## Религия
До революции в Биазе была построена церковь, которая впоследствии была разрушена. В память о церкви в конце XX века в селе было начато строительство деревянной часовни во имя Михаила Архангела.

## Экономика
В 2005—2006 годах в результате сокращения рабочих мест в селе отмечен рост безработицы.

## В литературе
В 1947—1954 годах в селе жил сосланный на поселение Заслуженный деятель культуры БССР Сергей Иванович Граховский. В автобиографическом рассказе «Такие синие снега» рассказывается быт жителей села в середине XX века.